# Mörön (plaats)
Mörön is een dorp (småort) binnen de Zweedse gemeente Luleå. Het is gelegen op het gelijknamige schiereiland aan de Ersnäsfjord, een baai van de Botnische Golf. Men leefde al in de 18e eeuw van de visserij en men had hier een tijdlang de grootste vishal van Zweden. Mörön heeft nu een jachthaven, maar ook een jachthavenmuseum en men kan les krijgen in het varen met zeiljachten.
Bestuurscentrum: Luleå (Tätort)
Tätort: Alvik · Antnäs · Bälinge · Bensbyn · Bergnäset · Brändön · Ersnäs · Gammelstad · Jämtön · Kallax · Karlsvik · Klöverträsk · Måttsund · Persön · Råneå · Rutvik · Södra Sunderbyn
Småort: Ale · Ängesbyn · Avan · Björknäs en Harrviken · Björsbyn · Böle · Börjelslandet · Brännan · Bränslan · Fällträsk · Gäddvik · Hagaviken · Midbyn · Mörön · Niemisel · Norra Gäddvik · Örarna · Reveln · Smedsbyn · Södra Prästholm · Sundom · Vitå
Overig: Alhamn · Skäret · Niemiholm